# Philipp von Hörnigk

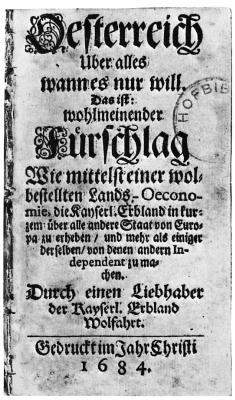
Österreich uber alles wann es nur will (1684)

Philipp von Hörnigk (1640-1714, soms gespeld als Hornick of Horneck) was een van de stichters van het kameralisme en een adept van het mercantilisme.

## Levensloop
Philipp von Hörnigk werd geboren in Frankfurt am Main, hij was de zoon van Ludwig von Hörnigk en schoonbroer van Johann Joachim Becher. Tussen 1657 en 1660 studeerde hij aan de Universiteit van Leuven. Hij werkte in dienst van bisschop Cristoval Royas de Spinola en kardinaal Johann Philipp von Lamberg. Philipp von Hörnigk stierf op 23 oktober 1714 in Passau.

## Werken
In zijn boek Österreich Über Alles, Wenn Sie Nur Will (1684, Oostenrijk boven alles, als ze maar wil) zette hij een van de duidelijkste stellingen uiteen van mercantilistisch beleid. Hij stelde negen principale regels voor de nationale economie vast.
- 1 : maximaal exploiteren van de eigen bodemrijkdom
- 2 : alles dat niet in zijn natuurlijke staat gebruikt kan worden, moeten worden verwerkt binnen het land
- 3 : het bevolkingsaantal mag maar zo groot zijn, dat het land zelf kan onderhouden
- 4 : goud en zilver, zodra in het land, mogen onder geen voorwendsel en voor geen enkel doel het land meer verlaten.
- 5 : de inwoners moeten tevreden zijn met de eigen binnenlandse producten
- 6 : buitenlandse handelswaar moeten niet gekocht worden met goud of zilver, maar moeten geruild worden voor andere binnenlandse producten
- 7 : goederen die worden ingevoerd moeten onafgewerkt zijn en bewerkt worden in eigen land
- 8 : goederen die worden uitgevoerd moet eerst in eigen land zijn afgewerkt
- 9 : goederen waarvan er voldoende aanbod en kwaliteit is in eigen land, mogen niet worden ingevoerd

Nationalisme, zelftoereikendheid en nationale macht waren de belangrijkste voorgestelde beleidsbeginselen. Dit werk wordt beschouwd als een van de belangrijkste geschriften van het mercantilisme, domineerde een generatie lang de economisch-politieke discussie en legde de basis voor het absolutistische economische beleid in de 18e eeuw.